# ایپکاتا
ایپکاتا (به پرتغالی: Ipecaetá) یک شهرداری در برزیل است که در باهیا واقع شده‌است. ایپکاتا ۱۴٬۳۵۴ نفر جمعیت دارد.